# Рада Москова
Рада Стефанова Москова е българска сценаристка и писателка. Майка на Теди Москов. Член на Съюза на българските филмови дейци (от 1984) и на Съюза на българските писатели.

## Биография
Рада Стефанова Москова е родена на 3 май 1933 в Габрово. През 1960 г. завършва Висшия медицински институт в София. Работи като медик в Габрово, а също и като драматург в Централния куклен театър, в Народния театър за младежта (1962 – 1980) и в Кукления театър (1981). Автор е на куклени пиеси, сред които „Разсърдените букви“ и „Бръмчилото“.
Сред известните ѝ книги са „Пеперудка“ (стихове за деца) (1968); „Хей, конче!“ (приказки) (1982); „Парчета от време“ (стихове) (1995). Стиховете и прозата ѝ за деца не съдържат натрапчива дидактика. Тя вижда световете на възрастния и детето като огледални, проследява (особено в киносценариите) нелекия, а и самотен детски път в процеса на социализацията, в усилията да се съвместят магията и реалността. Нейни творби са превеждани на английски, немски, руски, френски и полски език.
Москова е сценарист на „Куче в чекмедже“ (1982), „Горе на черешата“ (1984), „Здравей, бабо!“ (1992), „Разговор с птици“ (1997), „Госпожа Динозавър“ и др.
Във всичките ѝ творби присъства темата за вътрешната потребност да дадеш и да получиш любов.

## Награди

### Международни
- „Разговор с птици“ – Награда „Лив Улман“ за филма (Чикаго, САЩ, 1998).
- „Тони“ – Специална награда на Умбрия фикшън, Италия (1983).
- „Куче в чекмедже“ – Награда на фестивала в Москва (1983).

### Български
- Специална награда за цялостен принос в развитието на българската драматургия за куклен театър на Асоциацията на куклените театри в България АКТ–УНИМА (2019).
- Награда Златно перо (2018).
- Национална литературна награда „Дора Габе“ (2013).
- Национална литературна награда „Димитър Димов“ (2005)
- „Разговор с птици“ – Голямата награда на журито, награди на детското жури, награда на Факултета по журналистика на Международния фестивал за детско кино във Варна (1997).
- „Куче в чекмедже“ – Награда на Съюза на българските филмови дейци (1982); Първа награда на фестивала във Варна (1983); Награда на Съюза на българските писатели (1983).